# Барклайя
Баркла́йя (лат. Barclaya) — род цветковых растений семейства Кувшинковые (Nymphaeaceae), включает 2—4 вида.

## Этимология названия
Род назван в честь английского садовода и коллекционера растений Дж. У. Барклая (англ. G. W. Barclay).

## Ареал
Водное растение, произрастающее в тропической Азии.

## Ботаническое описание и таксономия
Иногда род выделяют в самостоятельное семейство барклайевые (лат. Barclayaceae) из-за расширения трубки околоцветника (объединённых лепестков и чашелистиков), поднимающейся от вершины завязи, а также сросшихся у основания тычинок. Тем не менее, недавние морфологические и генетические исследования показали, что барклайя всё-таки относится к кувшинковым.
Растение вырастает из яйцевидного клубня, образующего короткие побеги и базальную розетку листьев. Все листья погружены в толщу воды.
Для барклайи характерно самоопыление, также в переносе пыльцы могут участвовать мухи.

## Виды
Согласно сайту The Plant List, род содержит 2 вида:
- Barclaya longifolia Wall. — Барклайя длиннолистнаяtypus
- Barclaya motleyi Hook.f. — Барклайя Мотли

Другие источники относят к нему ещё один или два вида:
- Barclaya kunstleri (King) Ridley — Барклайя Кунстлера
- Barclaya rotundifolia Hotta — Барклайя круглолистная

## Синоним
На 6 месяцев раньше, чем Barclaya, для рода было предложено название Hydrostemma. Однако первое название получило большую известность, и Hydrostemma было признано его синонимом.